# Megalopta opacicollis
Megalopta opacicollis är en biart som beskrevs av Heinrich Friese 1926. Megalopta opacicollis ingår i släktet Megalopta och familjen vägbin. Inga underarter finns listade i Catalogue of Life.